# Мирнопільська сільська рада (Саратський район)
Мирнопі́льська сільська́ ра́да — колишня  адміністративно-територіальна одиниця та орган місцевого самоврядування в Саратському районі Одеської області. Адміністративний центр — село Мирнопілля.

## Загальні відомості
Мирнопільська сільська рада утворена в 1939 році.
- Територія ради: 49,33 км²
- Населення ради: 694 особи (станом на 2001 рік)

## Населені пункти
Сільській раді підпорядковані населені пункти:
- с. Мирнопілля
- с. Кам'янка
- с. Нова Іванівка
- с. Нова Плахтіївка

## Населення
За переписом населення України 2001 року в селі мешкало 685 осіб.

### Мова
Розподіл населення за рідною мовою за даними перепису 2001 року:
| Мова       | Відсоток |
| ---------- | -------- |
| українська | 76,66 %  |
| молдовська | 15,13 %  |
| російська  | 5,33 %   |
| болгарська | 2,45 %   |
| гагаузька  | 0,29 %   |
| польська   | 0,14 %   |

## Склад ради
Рада складається з 14 депутатів та голови.
- Голова ради: Нечипоренко Валентина Андріївна
- Секретар ради: Дондя Ольга Дмитрівна

### Керівний склад попередніх скликань
| Прізвище, ім'я, по батькові     | Основні відомості                                                                       | Дата обрання | Дата звільнення |
| ------------------------------- | --------------------------------------------------------------------------------------- | ------------ | --------------- |
| Нечипоренко Валентина Андріївна | Сільський голова, 1968 року народження, освіта вища, член Соціалістичної партії України | 26.03.2006   | 31.10.2010      |
| Нечипоренко Валентина Андріївна | Сільський голова, 1968 року народження, освіта вища                                     | 31.10.2010   |                 |

Примітка: таблиця складена за даними сайту Верховної Ради України

### Депутати
За результатами місцевих виборів 2010 року депутатами ради стали:

#### За суб'єктами висування
| Суб'єкт висування                                       | Кількість обраних депутатів | %    |
| ------------------------------------------------------- | --------------------------- | ---- |
| Самовисування                                           | 6                           | 42,9 |
| Соціалістична партія України                            | 4                           | 28,6 |
| Партія регіонів                                         | 3                           | 21,4 |
| Політична партія Всеукраїнське об'єднання «Батьківщина» | 1                           | 7,1  |

#### За округами
| № округу                                                | Прізвище, ім'я, по батькові       | Дата визнання обраним | Освіта  | Партійна приналежність                        | Відомості про обраного депутата                                    |
| ------------------------------------------------------- | --------------------------------- | --------------------- | ------- | --------------------------------------------- | ------------------------------------------------------------------ |
| Партія регіонів                                         |                                   |                       |         |                                               |                                                                    |
| 1                                                       | Рубаха Наталя Іванівна            | 05.11.2010            | середня | член Партії регіонів                          | Мирнопільська загальноосвітня школа, вчитель-організатор           |
| 2                                                       | Павловський Олександр Никифорович | 05.11.2010            | середня | член Партії регіонів                          | Мирнопільська загальноосвітня школа, кочегар                       |
| 4                                                       | Біловол Людмила Анатоліївна       | 05.11.2010            | середня | член Партії регіонів                          | Мирнопільський фельдшерсько-акушерський пункт, медсестра           |
| Політична партія Всеукраїнське об'єднання «Батьківщина» |                                   |                       |         |                                               |                                                                    |
| 5                                                       | Бокал Тетяна Іванівна             | 05.11.2010            | вища    | член Всеукраїнського об'єднання «Батьківщина» | Миронпільський відділ зв'язку, начальник                           |
| Соціалістична партія України                            |                                   |                       |         |                                               |                                                                    |
| 8                                                       | Дондя Ольга Дмитрівна             | 05.11.2010            | середня | член Соціалістичної партії України            | Мирнопільська сільська рада, секретар                              |
| 9                                                       | Моток Микола Миколайович          | 05.11.2010            | середня | член Соціалістичної партії України            | пенсіонер                                                          |
| 13                                                      | Моток Надія Дмитрівна             | 05.11.2010            | середня | член Соціалістичної партії України            | тимчасово не працює                                                |
| 14                                                      | Каракушан Тетяна Іванівна         | 05.11.2010            | середня | член Соціалістичної партії України            | тимчасово не працює                                                |
| Самовисування                                           |                                   |                       |         |                                               |                                                                    |
| 3                                                       | Грек Василь Ілліч                 | 05.11.2010            | середня | член Всеукраїнського об'єднання «Батьківщина» | Мирнопільська загальноосвітня школа, охоронець                     |
| 6                                                       | Панов Ігор Анатолійович           | 05.11.2010            | вища    | позапартійний                                 | Мирнопільська загальноосвітня школа І-ІІІ ст., директор            |
| 7                                                       | Комишан Людмила Василівна         | 05.11.2010            | вища    | позапартійна                                  | Мирнопільська загальноосвітня школа І-ІІІ ст., вчитель             |
| 10                                                      | Панова Надія Володимирівна        | 05.11.2010            | вища    | позапартійна                                  | Мирнопільська загальноосвітня школа І-ІІІ ст., заступник директора |
| 11                                                      | Грищук Оксана Павлівна            | 05.11.2010            | вища    | позапартійна                                  | Мирнопільська сільська рада, землевпорядник                        |
| 12                                                      | Котелевська Любов Іванівна        | 05.11.2010            | середня | позапартійна                                  | Мирнопільська сільська рада, бухгалтер                             |